# 印度躄魚
印度躄魚是輻鰭魚綱鮟鱇目躄魚亞目躄魚科的其中一種，為熱帶海水魚，分布於西印度洋區，從東非、亞丁灣、塞席爾群島至斯里蘭卡海域，棲息深度約25公尺，體長可達23公分，棲息在礁石區，生活習性不明。

## 扩展阅读
維基物種上的相關：印度躄魚